# Wilhelm Palezieux
Wilhelm Ernst Palezieux (ur. 3 listopada 1906, zm. 1955) – od 15 września 1941 urzędnik dyrekcji budownictwa w Warszawie, od końca 1942 roku w kancelarii rządu Generalnego Gubernatora Hansa Franka jako intendent na Wawelu oraz referent do spraw sztuki. Brał udział w grabieży zbiorów kultury i sztuki na terenie okupowanej Polski.

## Działalność w Polsce
W 1943 roku został następcą Standartenfuehrera SS Kajetana Mühlmanna na stanowisku specjalnego pełnomocnika do spraw zabezpieczenia skarbów sztuki i dóbr kultury w okupowanej Polsce. Od Hansa Franka otrzymał zadanie wyszukania na Dolnym Śląsku obiektu, który mógłby służyć jako biuro (niem. Dienststelle) dla ewakuującego się z Generalnego Gubernatorstwa rządu okupacyjnego. W tym celu wynajął zamek rodziny von Richthoffen w Sichowie (niem. Siechau) koło Jawora, gdzie zdeponowano szereg zrabowanych przez nazistów dzieł sztuki. 
Później, uciekając przed Armią Czerwoną, wraz z Frankiem udali się do Bawarii, gdzie pomagał mu ukrywać obrazy Leonarda i Rembrandta. Gdy 4 maja 1945 roku Amerykanie aresztowali Franka, w jego osobistym bagażu znaleziono haftowany złotem ornat fundacji Piotra Kmity, przedstawiający męczeńską śmierć św. Stanisława. Wkrótce potem Palezieux, chcąc zdobyć względy Amerykanów, zdradził im miejsce ukrycia obrazów Leonarda i Rembrandta: Dama z gronostajem i Krajobraz z miłosiernym Samarytaninem, które ukryte były w willi Franka w Fischhausen nad Schliersee, w rejonie Neuhaus.